# اندیس آنومالی شمال مسکنی
آنومالی شمال مسکنی یک اندیس فلزی است که در حوالی شهر عشین استان اصفهان قرار دارد و مادهٔ معدنی موجود در آن، طلا است.سنگ میزبان این اندیس کنگلومرا است  در این اندیس، پاراژنز‌های هماتیت، لیمونیت، مس، طلا، کربنات یافت می‌شوند.